# Herb gminy Białośliwie
Herb gminy Białośliwie – symbol gminy Białośliwie, autorstwa Wojciecha Coblewskiego, ustanowiony w 1996.

## Wygląd i symbolika
Herb przedstawia na tarczy dzielonej w słup w polu lewym czerwonym srebrny topór (symbol rodu Pałuków herbu Topór), natomiast w polu prawym żółtym czarną gałązkę śliwy z trzema liśćmi i dwoma srebrnymi owocami (nawiązanie do miejscowych sadów i nazwy gminy). 